# Agave ocahui
Agave ocahui ist eine Pflanzenart aus der Gattung der Agaven (Agave). Ein englischer Trivialname ist „Ocahui, Amolillo Agave“.

## Beschreibung
Agave ocahui wächst einzeln mit kurzem Stamm. Die dichten Rosetten sind 30 bis 50 cm hoch und 50 bis 100 cm breit. Die grünen, linealischen, lanzettförmigen, aufsteigenden, variabel angeordneten, spitz zulaufenden, punktierten Blätter sind 25 bis 50 cm lang und 1,5 bis 2,5 cm breit. Die Blattränder sind glatt. Der graue Enddorn wird 1 bis 2 cm lang.
Der ährige gerade bis gebogene schmale Blütenstand wird 2 bis 3 m hoch. Die gelben Blüten sind 35 bis 50 mm lang und erscheinen am unteren Teil bis zur Spitze des Blütenstandes an den variabel angeordneten Verzweigungen. Die breit trichterige Blütenröhre ist 2 bis 4 mm lang.
Die länglichen braunen dreikammerigen Kapselfrüchte sind 12 bis 15 mm lang und 7 bis 8 mm breit. Die schwarzen, variabel geformten Samen sind 2,5 bis 3 mm lang und 1,5 bis 1,7 mm breit.
Die Blütezeit reicht von Mai bis Juni.

## Systematik und Verbreitung
Agave ocahui wächst in Mexiko im Bundesstaat Sonora an vulkanischen Hängen, in Grasland und offenem Waldland in 500 bis 1400 m Höhe.   
Die Erstbeschreibung durch Gentry ist 1972 veröffentlicht worden.
Agave ocahui ein Vertreter der Gruppe Amolae und wächst weit verstreut im Nordosten des Bundesstaates Sonora. Sie ist im Jugendstadium im Habitus kaum von Agave pelona zu unterscheiden, jedoch werden die Unterschiede adulter Exemplare in Blatt- und Blütenstruktur deutlich. Aufgrund der Blatt- und Blütenstruktur ist Agave ocahui mit Agave vilmoriniana und Agave chrysoglossa verwandt. Es finden sich Individuen im Botanischer Garten der Universität in Kalifornien.
Agave ocahui kann bei trockenem Stand kurze Frostperioden bis −8 °C überstehen.